# Orbit Downloader
Orbit Downloader est un logiciel  gestionnaire de téléchargement, freeware, graphique, pour le système d'exploitation Microsoft Windows. L'une des principales caractéristiques du programme est sa capacité de saisir et de télécharger la vidéo Flash intégré fichiers sur des sites comme YouTube, Dailymotion, Metacafe, etc. Orbit Downloader accélère également les téléchargements en agissant comme un client peer-to-peer, en utilisant la bande passante d'autres utilisateurs.

## Caractéristiques
Orbit Downloader supporte les protocoles suivants :
- HTTP (Hypertext Transfer Protocol)
- HTTPS (Hypertext Transfer Protocol Secured)
- FTP (File Transfer Protocol)
- Metalink
- RTSP (Real-Time Streaming Protocol)
- PNM (Progressive Networks Metafile : renommer PNM à RTSP)
- MMS (Microsoft Media Services)
- NSS (renommer NetShow Services aux MMS)
- RTMP (Real Time Messaging Protocol)

Orbit Downloader fonctionne avec tous les principaux navigateurs tels que Opera, Mozilla Firefox, Internet Explorer, Maxthon et Netscape.

## Problème de sécurité informatique
En août 2013, des chercheurs de l'entreprise de sécurité informatique Eset révèlent que Orbit Downloader contient un Cheval de Troie (informatique) depuis la version  4.1.1.14 sortie en décembre 2012. destiné à faire effectuer des attaques par déni de service ("DDoS") à l'ordinateur sur lequel il est installé,.